# 청주시의회
청주시의회는 충청북도 청주시 지역을 관할하는 기초의회이다.